# جری و تام
جری و تام (به انگلیسی: Jerry and Tom) فیلمی محصول سال ۱۹۹۸ و به کارگردانی سال روبینک است. در این فیلم بازیگرانی همچون جو مانتگنا، سم راکول، مائوری چایکین، تد دنسن، چارلز دارنینگ، ویلیام اچ میسی، پیتر ریجرت و سارا پلی ایفای نقش کرده‌اند.